# Краска (зупинний пункт)
Кра́ска — пасажирський залізничний зупинний пункт Рівненської дирекції Львівської залізниці.
Розташований у селі Краска Ратнівського району Волинської області на лінії Ковель — Заболоття між станціями Заболоття (7 км) та Мощена (39 км).

## Пасажирське сполучення
На зупинному пункті Краска зупиняються дизель-потяги, що курсують до станцій Ковель, Заболоття та Хотислав.